# جائزة بيسوا
جائزة بيسوا ( (بالبرتغالية: Prémio Pessoa‏)، جائزة برتغالية ثقافية سنوية، باسم الشاعر البرتغالي فرناندو بيسوا، تعد أهم جائزة في مجال الثقافة البرتغالية. تأسست عام 1987 من قبل صحيفة إكسبريسو وشركة تكنولوجيا المعلومات يونيسيس، ولكن منذ عام 2008 انتقلت رعاية الجائزة إلى مؤسسة كايكسا جيرال دي ديبوسيتوس، وتُمنح الجائزة للبرتغاليين المبدعين والرائدين في مجالات العلم والفن والأدب.

## قائمة الفائزين بالجائزة
- 1987 - خوسيه ماتوسو، مؤرخ
- 1988 - أنطونيو راموس روزا، شاعر
- 1989 - ماريا جواو بيريس، عازفة البيانو
- 1990 - مينيز، رسام
- 1991 - كلاوديو توريس، عالم آثار
- 1992 - أنطونيو داماسيو وهانا داماسيو، أطباء أعصاب
- 1993 - فرناندو جيل، فيلسوف وشاعر
- 1994 - هيربيرتو هيلدر، شاعر - رفض الجائزة
- 1995 - فاسكو جراسا مورا، كاتب
- 1996 - جواو لوبو أنتونيس، جراح أعصاب
- 1997 - خوسيه كاردوسو بيريس، كاتب
- 1998 - إدواردو سوتو دي مورا، مهندس معماري
- 1999 - مانويل أليغري، شاعر. وخوسيه مانويل رودريغز، مصور فوتوغرافي.
- 2000 - إيمانويل نونيس، ملحن
- 2001 - جواو بينارد دا كوستا، رئيس السينما البرتغالية ومتحف دو السينما ومؤرخ أفلام.
- 2002 - الباحث مانويل سوبرينو سيمويس، باحث
- 2003 - خوسيه جوميز كانوتيلو، دستوري
- 2004 - ماريو كلاوديو، كاتب
- 2005 - لويس ميغيل سينترا، ممثل ومصمم
- 2006 - أنطونيو كامارا، أستاذ ومؤسس شركة YDreams IT
- 2007 - إيرين بيمنتل، مؤرخة
- 2008 - Carrilho da Graça، مهندس معماري
- 2009 - مانويل كليمنتي، رئيس الكنيسة الكاثوليكية
- 2010 - ماريا دو كارمو فونسيكا، عالمة وأستاذة في كلية الطب في سانتا ماريا
- 2011 - إدواردو لورينسو، كاتب مقالات
- 2012 - ريتشارد زينيث، كاتب ومترجم
- 2013 - ماريا مانويل موتا، عالمة
- 2014 - هنريك ليتاو، فيزيائي وأستاذ وباحث في مجال تاريخ العلوم [2]
- 2015 - روي تشافيس، نحات
- 2016 - فريدريكو لورينسو، كاتب ومترجم
- 2017 - مانويل آيرس ماتيوس، مهندس معماري
- 2018 - ميغيل باستوس أراوجو، عالم جغرافي
- 2019 - تياجو رودريغز، مخرج مسرحي

## روابط خارجية
- بريميو بيسوا